# Arthur Osann senior
Arthur Osann (* 4. November 1829 in Gießen; † 30. September 1908 in Darmstadt; vollständiger Name Arthur Friedrich Gotthard Wilhelm Johannes Osann) war ein deutscher Jurist und Politiker.

## Leben
Arthur Osann war der Sohn des Altphilologen Friedrich Gotthilf Osann (1794–1858) und dessen Frau Friederike Osann geb. Klunk. Sein Vater war ein Jugendfreund des Philosophen Arthur Schopenhauer.
Osann besuchte das Gymnasium Gießen und ab 1847 die Universitäten Gießen und Bonn, wo er 1850 auch promovierte. Ab 1861 war er als Rechtsanwalt in Darmstadt tätig. 1862 wurde er Advokat und Prokurator am Hofgericht Darmstadt. 1880 wurde er als Rechtsanwalt am Landgericht Darmstadt und am Oberlandesgericht Darmstadt zugelassen.
Von 1875 bis 1899 war er Mitglied der II. Kammer der Landstände des Großherzogtums Hessen als Vertreter des Wahlbezirks Starkenburg 14/Groß-Gerau und Stadtverordneter in Darmstadt seit 1875. Außerdem war er Vorsitzender des Landesausschusses der Nationalliberalen Partei im Großherzogtum Hessen.
Von 1890 bis 1898 war er für die Nationalliberale Partei Mitglied des Deutschen Reichstags für den Wahlkreis Großherzogtum Hessen 4 (Darmstadt, Groß-Gerau).
Osann heiratete am 2. August 1860 Anna Helene Auguste geb. Backofen (1836–1914), Tochter von Franz Backofen. Er war der Vater des Politikers und Juristen Arthur Osann (1862–1924).
Osann erhielt ein Ehrengrab der Stadt Darmstadt auf dem Alten Friedhof (2 Mauer 21). Die Osannstraße in Darmstadt ist nach ihm benannt.